# Xã Ridgway, Quận Elk, Pennsylvania
Xã Ridgway (tiếng Anh: Ridgway Township) là một xã thuộc quận Elk, tiểu bang Pennsylvania, Hoa Kỳ. Năm 2010, dân số của xã này là 2.523 người.